# 동선 (사람)
동선(董宣, ? ~ ?)은 후한 초기의 관료로, 자는 소평(少平)이며, 진류군 어현(圉縣) 사람이다.

## 행적
사도 후패에게 벽소(辟召)되었고, 고제(高第)로 승진을 거듭하여 북해상이 되었다. 북해나라의 오관연(五官掾)인 호족 공손단(公孫丹)이 새 집을 지었는데, 점쟁이가 사람을 제물로 바쳐야 한다고 점치니, 아들을 시켜 행인을 죽이고는 시체를 집안에 두었다. 이를 알게 된 동선은 공손단 부자를 잡아 죽였고, 공손단의 친족 30여 명은 사병을 이끌고 관청에 들이닥쳐 억울함을 호소하였다. 동선은 공손단이 예전에 왕망에게 귀부하였고 또 해적과 통교하려 하였음을 들어 그들을 모두 극현(劇縣)의 감옥에 가두었고, 문하서좌(門下書佐) 수구잠을 시켜 모두 죽였다. 청주에서는 동선이 월권행위를 한 것으로 판단하여 조정에 동선과 수구잠을 고발하였고, 결국 둘은 조정에 소환되어 정위의 심리를 받게 되었다. 동선은 감옥에서 밤마다 노래를 부르면서 전혀 근심하지 않았다.
결국 동선은 사형을 당하게 되었다. 집행 날짜가 되니 관속들이 음식을 바치고 배웅하였으나, 노한 동선은 이렇게 말하고는 수레에 탔다.
| “ | 나 동선은 평생토록 남이 주는 음식을 먹은 적이 없었다. 하물며 죽을 때에는 안 그러겠느냐? | ” |

다른 사형수 아홉 명이 죽고 동선의 차례가 되었을 때, 광무제의 사자가 급히 와 동선의 집행을 중지시키고 도로 감옥에 넣었다. 광무제는 동선에게 사자를 보냈고, 사자가 동선에게 무고한 이를 죽이지 않았느냐고 책망하니, 동선은 글을 올려 일일이 변호하고, 수구잠은 자신의 명령에 따랐을 뿐이니 자신만 죽이고 수구잠은 살려달려고 청원하였다. 광무제는 조서를 내려 동선을 회령(懷令)으로 좌천시키고, 청주에 명을 내려 수구잠의 죄를 묻지 말도록 하였다.
나중에 강하의 도적 하희(夏喜) 등이 군의 경계를 노략질하여, 동선은 강하태수로 임명되었다. 군의 경계에 다다른 동선은 하희에게 글을 보냈다.
내가 도적을 잘 잡는다고, 조정에서 나를 태수로 임명하였다. 지금 병력이 군의 경계에 다다랐고, 격문을 돌렸으니, 알아서 잘 처신하기를 바란다.

하희 등은 바로 해산하고 달아났다. 외척 음(陰)씨가 군의 도위로 있었는데, 동선은 그를 업신여기다가 파면되었다.

## 출전
- 범엽, 《후한서》 권77 혹리열전